# Матвій з Егера
Матвій з Егера (пол. Maciej z Egeru; ? — після жовтня 1380) — релігійний діяч РКЦ, угорський канонік з міста Еґер.
Папа Григорій IX буллою від 13 лютого 1375 року заснував римо-католицькі єпископські кафедри у Королівстві Русі — в Галичі (місто стало центром архідієцезії), Перемишлі, Володимирі, Холмі. Матвій з Егера був номінований на архієпископа галицького, але так і не зайняв катедри архієпископа, оскільки не висвятився на сан єпископа, очікуючи перенесення осідку архідієцезії з Галича до Львова. Правитель Русі — князь Володислав Опольський — подарував йому ділянку на площі Ринок для будівництва у Львові палацу католицьких архієпископів. Матвій з Егера титулувався архієпископом львівським. Імовірно, за його життя Латинський собор у Львові був лише закладений і богослужіння відбувались у костелі Марії Сніжної — храмі давньої німецької колонії міста.